# Serromyia barberi
Serromyia barberi är en tvåvingeart som beskrevs av Wirth 1952. Serromyia barberi ingår i släktet Serromyia och familjen svidknott. Inga underarter finns listade i Catalogue of Life.